# Hinchinbrook Shire
Koordinaten: 18° 39′ S, 146° 10′ O

Das Shire of Hinchinbrook ist ein lokales Verwaltungsgebiet (LGA) im australischen Bundesstaat Queensland. Das Gebiet ist 2807 km² groß und hat etwa 11.000 Einwohner.

## Geografie
Das Shire liegt an der Nordostküste des Staats etwa 1210 km nördlich der Hauptstadt Brisbane und etwa 200 km südlich von Cairns.
Größte Stadt und Verwaltungssitz der LGA ist die Stadt Ingham mit etwa 4400 Einwohnern. Weitere Ortschaften sind Abergowrie, Bambaroo, Bemerside, Blackrock, Braemeadows, Coolbie, Cordelia, Dalrymple Creek, Foresthome, Forrest Beach, Gairloch, Garrawalt, Halifax, Hawkins Creek, Helens Hill, Lannercost, Long Pocket, Lucinda, Macknade, Mount Fox, Orient, Palm Island, Peacock Siding, Taylors Beach, Toobanna, Trebonne, Upper Stone, Victoria Plantation, Wharps und Yuruga.

## Geschichte
In den 70er Jahren des 19. Jahrhunderts begann die Besiedlung der Gegend von Ingham und 1879 gab es die erste lokale Verwaltung am Herbert River.

## Verwaltung
Der Hinchinbrook Shire Council hat sieben Mitglieder. Der Mayor (Bürgermeister) und sechs weitere Councillor werden von allen Bewohnern des Shires gewählt. Die LGA ist nicht in Wahlbezirke unterteilt.